# تركي بن محمد بن سعود الكبير
تركي بن محمد بن سعود الكبير (توفي في الرياض 10 محرم 1445هـ الموافق 28 يوليو 2023م) عين مستشاراً لخادم الحرمين الشريفين بمرتبه وزير بتاريخ 30 رجب 1437هـ الموافق 7 مايو 2016م. ولد في الرياض.

## التعليم
درس في في المملكة العربية السعودية وحصل على درجة البكالوريوس في العلوم السياسية من جامعة الملك سعود بالرياض في عام 1974، وحصل على درجة الماجستير في الاقتصاد من جامعة كمبردج في المملكة المتحدة عام 1978 ودرجة الدكتوراه قي العلوم السياسة من جامعة لندن عام 1982.

## العمل
بعد التخرج عمل أستاذاً بقسم العلوم السياسية بجامعة الملك سعود بالرياض لمدة 8 سنوات، ثم التحق بوزارة الخارجية عام 1983، حيث عمل نائباً لرئيس الإدارة الغربية وأستاذاً بمعهد الدراسات الدبلوماسية بالرياض. وفي عام 1994 عين رئيساً للإدارة العامة للمنظمات الدولية بوزارة الخارجية بدرجة سفير.
في عام 1999م، عين وكيلاً مساعداً للشؤون السياسية بوزارة الخارجية مع استمرار رئاسته للإدارة العامة للمنظمات الدولية بوزارة الخارجية.
وفي عام 2001م، كلف بالإشراف على إدارة معهد الدراسات الدبلوماسية إلى جانب منصبه السابق.
في عام 2008م، عين وكيلاً لوزارة الخارجية للعلاقات المتعددة الأطراف. أرسل كمبعوث خاص من خادم الحرمين الشريفين لنقل رسائل لأصحاب الفخامة رؤساء الدولة الأفريقية وعدد من رؤساء الدول أمريكا اللاتينية.
- رأس الهيئة الوطنية لتنفيذ اتفاقيات حظر الأسلحة الكيميائية والبيولوجية.
- رأس وفود المملكة في العديد من اللجان داخل المملكة وخارجها ويشارك في اجتماعات الجمعية العامة للأمم المتحدة.
- رأس مدرسة الفروسية الدولية بالرياض.

## الندوات التي شارك فيها (داخليا وخارجيا)
- رئيس لجنة التوجيه في حماية السلام في الشرق الأوسط.
- رئيس لجنة نزع السلاح والأمن الإقليمي في الشرق الأوسط.
- رئيس لجنة البيئة.
- رئيس لجنة تطوير الزراعة الدائرية.
- رئيس اللجنة الثلاثية الخاصة بالأسرى والمفقودين السعوديين لدي العراق.
- رئيس وفد المملكة في اجتماعات اللجنة التحضيرية لمنظمة الأسلحة الكيميائية في لاهاي.
- رئيس اللجنة الفنية المنبثقة عن جامعة الدول العربية المعنية بوضع تصور لمشروع معاهده لجعل منطقة الشرق الأوسط منطقة خالية من أسلحة الدمار الشامل.
- رئيس لجنة السلطة الدولية لقاع البحار.
- رئيس مؤتمر الدول الأطراف في اتفاقية الأمم المتحدة لقانون البحار.
- رئيس لجنة حقوق الإنسان في جنيف.
- رئيس عدد من اللجان المتخصصة السياسية والأمنية.
- عضو اجتماعات الجمعية العامة للأمم المتحدة.

## المؤتمرات التي شارك بها
- المؤتمرات الوزارية والقمة لمجلس التعاون لدول الخليج العربي.
- المؤتمرات الوزارية والقمة لجامعة الدول العربية.
- مؤتمر حركة عدم الانحياز.
- اجتماعات منظمة المؤتمر الإسلامي.
- مؤتمر منظمة الوحدة الإفريقية.
- لجنة ترشيح الدكتور غازي القصيبي لرئاسة اليونيسكو.
- رئيس لجنة إنشاء هيئة حقوق الإنسان الأهلية.
- رئيس لجنة إنشاء هيئة حقوق الإنسان الحكومية.
- رئيس لجنة الحياه الدائمة لمكافحة الإرهاب.
- رئيس لجنة الهيئة الدائمة لإصلاح مجلس الأمن للأمم المتحدة.
- رئيس لجنة متابعة النشاط الإيراني.
- رئيس مؤتمر ميونخ الأمني.
- عٌيّن مستشاراً لخادم الحرمين الشريفين بمرتبة وزير بتاريخ 30 رجب 1437هـ.

## أسرته
- متزوج من الأميرة الجوهرة بنت فهد بن عبد العزيز آل سعود ولهما أربع بنات وثلاثة أولاد هم سلطان وفهد ومحمد. تزوجت إحدى كريماته من الأمير محمد بن خالد بن فيصل بن سعد آل سعود وأقيم حفل الزواج في قصر الثقافة في الحي الدبلوماسي.[2]
- تزوج نجله الأمير سلطان من الأميرة العنود بنت  تركي بن طلال بن عبد العزيز آل سعود حيث أقيم حفل الزواج يوم الثلاثاء 1 يونيو 2021م، بالرياض وشهد حضور عدد من الأمراء والوزراء.[3]

- توفيت زوجته الجوهرة بنت فهد بن عبد العزيز آل سعود في 9 رمضان 1437هـ، وتمت الصلاة عليها يوم الخميس الموافق 11 رمضان 1437هـ، بعد صلاة العشاء في جامع الإمام تركي بن عبد الله بمدينة الرياض.[4]

## اخوته
- سلطان بن محمد بن سعود الكبير